# Walther Schwieger
Walther Schwieger, nemški mornar in vojaški poveljnik, * 7. april 1885, Berlin, Nemško cesarstvo, † 5. september 1917, Severno morje. 
Schwieger je bil med prvo svetovno vojno vojaški poveljnik nemške mornarice, ki je poveljeval na treh nemških U-podmornicami. Najbolj znan je po tem, ko je 7. maja 1915 s podmornico U-20 torpediral in potopil britansko čezoceansko potniško ladjo RMS Lusitania, na kateri je umrlo 1198 ljudi. 

## Vojaška kariera
Rodil se je v Berlinu leta 1885 in se leta 1903 pridružil cesarski nemški vojaški mornarici, od leta 1911 pa je naprej služil, kot častnik na U-podmornici. Leta 1912 je dobil poveljstvo na podmornici U-14. Po začetku prve svetovne vojne konec julija 1914, je prevzel poveljstvo na podmornici U-20. 
7. maja 1915 je bil Schwieger odgovoren za potop britanske potniške čezoceanske ladje RMS Lusitania, na kateri je umrlo 1198 ljudi. Ta potop je bil glavni povod za vstop ZDA v vojno proti Nemčiji. S podmornico U-20 je torpediral in potopil tudi SS Hesperian 4. septembra 1915 in SS Cymric 8. maja 1916. S podmornico U-88 je 31. maja 1917 torpediral in potopil japonsko potniško ladjo Miyazaki Maru med plovbo iz Jokohame v London, 8 ljudi je umrlo na ladji.
Walther Schwieger je umrl 5. septembra 1917 potem, ko je njegova podmornica U-88 v severnem morju severno od Terschellinga, zadela britansko morsko mino in v nekaj sekundah potonila. Nobeden ni preživel v nesreči. Zdaj potopljena podmornica leži na položaju 53°57′N 4°55′E. 
V svoji vojaški karieri je Schwieger poveljeval na treh različnih U-podmornicah, potopil pa je 49 ladij s tonažo 183.883 ton. Bil je šesti najuspešnejši poveljnik U-podmornice v prvi svetovni vojni.